# Stegania cadahiai
Stegania cadahiai là một loài bướm đêm trong họ Geometridae.